# Globo d'oro al miglior documentario
Il Globo d'oro al miglior documentario è un premio assegnato ogni anno al miglior documentario italiano. 

## Albo d'oro

### Anni 2000
- 2008: Ruben H.Oliva e Enrico Fierro - La Santa[1]
- 2009: Daniele Cini - Noi che siamo ancora vive[2]

### Anni 2010
- 2010: Marco Pasquini - Gaza Hospital[3]
- 2011: Giulia Amati e Stephan Natanson - This is my Land... Hebron[4]
- 2012: Stefano Liberti e Andrea Segre - Mare chiuso[5]
- 2013: Filippo Soldi - Suicidio Italia - Storie di estrema dignità[6]
- 2014: Giovanni Donfrancesco - The Stone River[7]
- 2015: Giorgio Treves - Rondi, vita, cinema e passione[8]
- 2016: Valerio Ciriaci - If Only I Were That Warrior[9]
- 2017: Enrico Caria - L’uomo che non cambiò la storia[10]
- 2018: Jesús Garcés Lambert - Caravaggio - L'anima e il sangue[11]
- 2019: Alessandro Cassigoli e Casey Kauffman - Butterfly[12]

### Anni 2020
- 2020: Manuele Mandolesi - Vulnerabile bellezza[13]
- 2021: Wes Anderson - Veleno
- 2022: Giuseppe Tornatore- Ennio
- 2023: Emanuele Imbucci - Gianni Agnelli in arte l’Avvocato
- 2024: Trudie Styler - Posso entrare? An ode to Naples